# Passersatz
Ein Passersatz ist ein Ausweis, der allein oder in Verbindung mit einem Visum oder Aufenthaltstitel zum grenzüberschreitenden Reisen berechtigt und einige, aber nicht alle Funktionen eines Reisepasses erfüllt.

## Situation in Deutschland

Vorderseite eines deutschen Reiseausweises als Passersatz

Nach § 7 der Passverordnung (PassV) sind für Deutsche folgende Dokumente als Passersatz zugelassen:
- Personalausweise und vorläufige Personalausweise,
- Ausweise für die Donauschifffahrt für Schiffer und deren Familienangehörige
- Lizenzen und Besatzungsausweise für Linien- und Charterflugpersonal,
- Ausweise, die auf Grund des Europäischen Übereinkommens über die Regelung des Personenverkehrs zwischen den Mitgliedstaaten des Europarates zum Grenzübertritt berechtigen,
- Ausweise für Abgeordnete der Parlamentarischen Versammlung des Europarates und Ausweise für Mitglieder und Bedienstete der Organe der Europäischen Union (Laissez-passer),
- Ausweise, die auf Grund zwischenstaatlicher Vereinbarungen zum Grenzübertritt berechtigen (Laissez-passer),
- Ausweise, die von den für die polizeiliche Kontrolle des grenzüberschreitenden Verkehrs zuständigen Behörden und Dienststellen ausgestellt werden (die Bezeichnung auf dem amtlichen Vordruck lautet Reiseausweis als Passersatz, Rechtsgrundlage Anlage 9 PassV),
- Ausweise, die ausschließlich zur Einreise in die Bundesrepublik Deutschland berechtigen (solche Dokumente werden von deutschen Auslandsvertretungen ausgestellt, tragen die Bezeichnung Reiseausweis als Passersatz zur Einreise in die Bundesrepublik Deutschland, haben aber eine andere Form als die an der Grenze erteilten Ausweise, Rechtsgrundlage Anlage 10 PassV) sowie
- Rückkehrausweise (EU emergency travel document), die im Falle des Verlustes von Pässen zum Zwecke der Wiedereinreise in das Gebiet der Europäischen Union von einer Auslandsvertretung eines anderen Mitgliedstaates der Europäischen Union ausgestellt werden, wenn keine deutsche Auslandsvertretung vor Ort existiert.

Der Kinderreisepass gilt nach § 1 Abs. 2 Nr. 2 Passgesetz nunmehr – systematisch richtig – als eine „echte“ Form des Reisepasses und nicht als Passersatz (vgl. § 18 Abs. 1 Satz 2 PassV). Kinderausweise nach altem Muster, die früher als Passersatz galten, behalten für den darin angegebene Dauer ihre Gültigkeit, werden aber nicht mehr ausgestellt (§ 18 Abs. 1 PassV).
Passersatzpapiere für Ausländer müssen grundsätzlich nach § 3 Abs. 1 und § 71 Abs. 6 Aufenthaltsgesetz mit Bezug auf das jeweilige einzelne Muster anerkannt werden, damit mit ihnen die Passpflicht erfüllt wird; soweit die Bundesrepublik den ausländischen Inhaber aber nach EU-Recht oder -Abkommen mit einem Passersatzpapier (ggf. mit Visum) einreisen lassen muss, gelten diese Papiere nach § 3 Aufenthaltsverordnung auch ohne Einzelanerkennung als zugelassen.
Deutsche Passersatzpapiere für Ausländer sind nach § 4 Aufenthaltsverordnung:
- Reiseausweis für Ausländer,
- Notreiseausweis,
- Reiseausweis für Flüchtlinge,
- Reiseausweis für Staatenlose,
- Schülersammelliste,
- Bescheinigung über die Wohnsitzverlegung,
- Europäische Reisedokumente für die Rückkehr (davor bis 7. April 2017 Standardreisedokument für die Rückführung[1]).

Die Ausstellungsvoraussetzungen sind in den §§ 5 ff. Aufenthaltsverordnung geregelt.

## Situation in der EU: Rückführung von Ausländern
Die europäischen Innenminister nahmen am 13. Oktober 2016 einen Vorschlag der Europäischen Kommission zur Einführung eines europäischen Passersatzdokuments an, das die Rückführung von Drittstaatsangehörigen, die sich illegal in der EU aufhalten, erleichtern soll. Ein multilaterales Transitabkommen wurde am 21. März 2000 von den jeweiligen Regierungsvertretern von Albanien, Bosnien und Herzegowina, Deutschland, Italien, Kroatien, Österreich, der Schweiz, Slowenien und Ungarn unterzeichnet und fand seit dem 20. April 2000 vorläufig Anwendung. Es trat dann endgültig am 17. Mai 2001 in Kraft. Seit Oktober 2015 akzeptieren aber bestimmte Balkanländer die Ausstellung von Ersatz-Reisepapieren durch deutsche Ausländerbehörden, wenn sie vorher die Identität der Betroffenen geprüft haben. Bei Staatsangehörigen aus Ländern, mit denen keine entsprechenden Abkommen bestehen und die kein europäisches Reisedokument akzeptieren, ist eine Rückführung nicht möglich, es sei denn, dass die ausreisepflichtigen Personen eigenständig Reisedokumente bei den Behörden hinterlegen.
Zudem gibt es ein vergleichbares, innereuropäisches Reisedokument, genannt EU-Laissez-passer. Mit ihm wird eine Überstellung eines Asylsuchenden an den Staat möglich, der das Asylverfahren durchzuführen hat. Rechtsgrundlage ist Art. 19 Abs. 3, Art. 20 Dublin-II-Verordnung (jetzt: Art. 29 Abs. 1 Dublin-III-Verordnung).